# Tadeusz Rozwadowski
Pour les articles homonymes, voir Rozwadowski.
Tadeusz Rozwadowski, né le 19 mai 1866 et décédé le 18 octobre 1928 à Varsovie, est un général polonais.

## Biographie
Il était chef d'état-major général de l'armée polonaise pendant la bataille de Varsovie en 1920. Il fut le chef de la Mission militaire polonaise à Paris. Auparavant il était officier dans l'armée austro-hongroise.

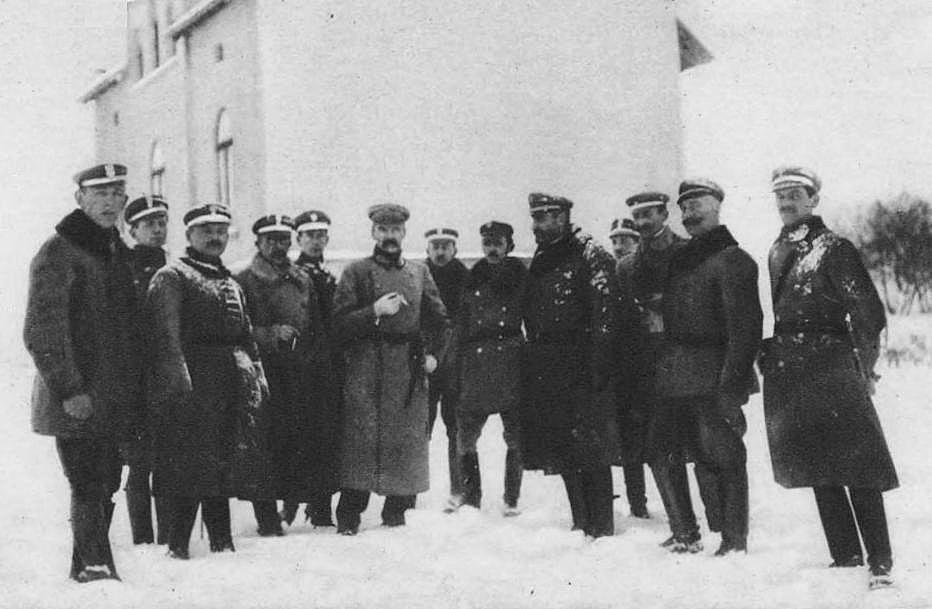
EN 1918 le quatrième depuis la droite avec Józef Piłsudski et Czesław Mączyński.